# 阿维拉新镇
阿维拉新镇，是西班牙卡斯蒂利亚-莱昂自治区阿维拉省的一个市镇。总面积21平方公里，总人口308人（2001年），人口密度15人/平方公里。